# Задах тела
Задах тела је југословенски филм из 1983. године који је режирао Живојин Павловић. Филм је добио награду Златна арена на пулском филмском фестивалу.

## Радња
Живот једног железничара, иако уобличен у стандардне форме - посао и породица - изненада почиње да се мења, отпочиње распад. Напушта дом и у другом граду, окружен пријатељима склоним весељу, упознаје нову жену. Наде да ће нови живот да протиче без брига одлазе у неповрат. И тако актер ове обичне животне приче, забринут и узнемирен, покушава, у складу са утврђеним моралним нормама, да спасе устаљени ред ствари: да сачува породицу и синове изведе на „прави пут“. Али, преступ који је починио, глад за променом, доводе га у безизлазну ситуацију. Излуђен безнађем, кроз убиство, опредељује се за патњу као једини вид чистоте људског трајања.

## Улоге
| Глумац                   | Улога                           |
| ------------------------ | ------------------------------- |
| Душан Јанићијевић        | Бора Марковић                   |
| Раде Шербеџија           | Панчо                           |
| Метка Франко             | Мајда                           |
| Љиљана Међеши            | Милка                           |
| Иво Бан                  | инжењер                         |
| Љиљана Шљапић            | Лела                            |
| Зијах Соколовић          | Панчов брат                     |
| Стојан Столе Аранђеловић | Милкин отац                     |
| Joнаш Знидарчич          | Марко                           |
| Андраш Хочевар           | Андреј                          |
| Јанез Рохачек            | Јамникар                        |
| Зинаид Мемишевић         | Поштар                          |
| Јанез Врховец            | Машиновођа Лојзе                |
| Стојадин Новаковић       | Шанкер у возу                   |
| Драгољуб Војнов          | Пијанац у возу                  |
| Душан Тадић              | Железничар на приредби 1        |
| Бранко Цвејић            | Железничар на приредби 2        |
| Владан Живковић          | Железничар на приредби 3        |
| Светозар Цветковић       | Младић са цигаром у возу        |
| Предраг Милинковић       | Железничар који ради на писмима |
| Еуген Вербер             | Доктор                          |
| Јелица Сретеновић        | Медицинска сестра Гордана       |
| Љубомир Ћипранић         | Железничар са пивом у возу      |
| Ратко Танкосић           | Гастарбајтер за шанком у возу   |
| Џeмаил Макшут            | Странац са чанчетом у возу      |
| Весна Ојданић            | Странкиња са дететом у возу     |
| Растислав Јовић          | Пацијент                        |
| Петар Лупа               | Човек на тренингу бокса         |
| Мирјана Блашковић        |                                 |
| Јасмина Терзић           |                                 |
| Милутин Јевђенијевић     |                                 |
| Макс Бајц                |                                 |
| Нико Горшич              |                                 |
| Љубиша Никодијевић       |                                 |
| Бора Митровић            |                                 |
| Иван Језерник            |                                 |
| Метод Певец              |                                 |
| Деса Муцк                |                                 |
| Франце Марковчић         |                                 |
| Зоран Лазић              |                                 |
| Маријета Шрот            |                                 |
| Војко Хернаус            |                                 |
| Лојзе Сердар             |                                 |
| Бошко Милошевић          |                                 |
| Стане Јамникар           |                                 |